# روبن كومبس
روبن كومبس (بالإنجليزية: Robin Coombs)‏ ولد في 9 جانفي 1921 بلندن، هو طبيب بيطري وعالم مناعة بريطاني شارك بشكل رئيسي في اكتشاف اختبار كومبس.
توفي في 25 جانفي 2006